# Неорганска једињења
Неорганско једињење је типично хемијско једињење коме недостају C-H везе, или материјал који није органско једињење, мада разлика није прецизно дефинисана, нити је од посебног интереса. Неорганска једињења углавном не садрже угљеник. Неки од изузетака су угљен-моноксида, угљен-диоксида, угљене киселине и њених соли цијанида, карбоната, алотропских модификација угљеника (дијаманта, графита, фулерена) и неколико других.
Неорганска једињења чине већину Земљине коре, иако композиције дубоког плашта остају активна подручја истраживања. Традиционално се сматра да неорганска једињења настају у геолошким системима. Насупрот томе, органска једињења настају у биолошким сисемима. Међутим треба имати на уму да су многи минерали биолошког порекла.

## Подела једињења
Данас, једињења се деле на органска и неорганска. Најстарија подела једињења заснива се на заједничким особинама. Тада су једињења подељена на супстанце сличне сирћету, назване киселине (lat. acidus - кисео), и оне сличне пепелу од дрвета, назване алкалије (lat. алкали - пепео биљака). Неорганска једињења се деле у 4 групе: оксиде, киселине, базе и соли.

### Оксиди
Оксиди су једињења кисеоника са другим елементима. Готово сви елементи реагују са кисеоником. Реакција при којој настаје оксид назива се оксидација и она може бити тиха и бурна. Пример бурне оксидације је горење, а примери тихе оксидације су труљење лишћа и рђање гвожђа. Сагоревањем елемената на ваздуху се најчешће добијају оксиди. Оксиди се према саставу деле на оксиде метала и оксиде неметала, а према понашању у води на киселе, базне, амфотерне i неутралне.
Оксиди неметала који у реакцији са водом дају киселине називају се анхидриди киселине (анхидрид - безводни), а оксиди метала који у реакцији са водом дају базе називају се анхидриди база. Неутрални оксиди су оксиди неметала који не реагују са водом. Амфотерни оксиди су оксиди који могу реаговати и кисело и базно.
Шеме реакција оксида
- базни оксид + вода → база
- базни оксид + киселина → со + вода (неутрализација)
- базни оксид + кисео оксид → со
- кисео оксид + вода → киселина
- кисео оксид + база → со + вода
- амфотерни оксид + киселина → со + вода
- амфотерни оксид + база → со + вода

Имена оксида
- Е2О: елемент - субоксид
- ЕО: елемент - моноксид (CO)
- Е2О3: елемент - триоксид
- ЕО2: елемент - диоксид
- Е2О5: елемент - пентоксид
- ЕО3: елемент - триоксид
- Е2О7: елемент - хептоксид
- ЕО4: елемент - тетроксид

### Киселине
Киселине су једињења која садрже водоник и киселински остатак. Број атома водоника у молекулу киселине одређује базност киселине, па киселине могу бити једнобазне, двобазне, тробазне и четворобазне. Према саставу, могу се поделити на кисеоничне и безкисеоничне. Назив киселине са мањим бројем атома кисеоника завршава се са -аста, а са већим бројем атома кисеоника са -на. Водоник се из киселине може издвојити у реакцији са већином метала - једино племенити метали не могу да га истисну из киселине (нпр. Ag, Au, Cu). Лакмус папир, индикатор, је у киселинама црвен, као и метил оранж, а фенолфталеин је безбојан.
Називи неких киселинских остатака:
- 3 - сулфит
- 4 - сулфат[14][15][16]
- 2 - нитрит
- 3 - нитрат
- 3 - фосфит
- 4 - фосфат
- 3 - карбонат
- - хлорид

### Базе
Базе су једињења у чијем је саставу метал и хидроксидна група. Хидроксидна група (ОХ) је једновалентан, тако да атом метала везује онолико хидроксидних група колико је валентан. Базе које се добро растварају у води називају се алкалије. Растворне су базе прве групе, базе друге групе су растворније што су ниже у периодном систему и амонијум-хидроксид. Остале базе углавном нису растворне.

Добијање база:

1. растворне: метал + вода → база + водоник 
 базни оксид + вода → база
2. нерастворне: со + база → со + база